# حیات فرازمینی
- جستجو برای سیارات فراخورشیدی (تصویر: تلسکوپ کپلر)
- رهگیری سیگنال‌های فرازمینی نشانگر وجود موجودات هوشمند (تصویر: تلسکوپ آلن)
- کاوش رباتیک منظومهٔ شمسی (تصویر: مریخ‌نورد کنجکاوی)

زیست فرازمینی (به انگلیسی: Extraterrestrial life)، حیات بیگانه یا به زبان عامیانه آدم فضایی‌ها، به حیاتی گفته می‌شود که منشأ آن کرهٔ زمین نباشد. تاکنون هیچ گونهٔ حیات فرازمینی به‌طور قطعی و رسمی شناسایی نشده است. این نوع حیات می‌تواند از اشکال ساده مانند پروکاریوت‌ها گرفته تا موجودات هوشمند را که ممکن است تمدن‌هایی بسیار پیشرفته‌تر از انسان به وجود آورده باشند شامل شود. معادلهٔ دریک گمانه‌زنی دربارهٔ وجود حیات هوشمند در جای دیگری از جهان هستی است. علم بررسی حیات فرازمینی، اخترزیست‌شناسی نام دارد.
گمانه‌زنی‌ها دربارهٔ احتمال وجود دنیاهای مسکونی خارج از سیارهٔ زمین به دوران باستان بازمی‌گردد. نویسندگان مسیحی اولیه دربارهٔ «کثرت دنیاها» که در آثار اندیشمندان قدیمی‌تری نظیر دموکریت مطرح شده، تأمل کرده‌اند. آگوستین در شهر خدا به عقیدهٔ اپیکور دربارهٔ دنیاهای بی‌شمار «در سراسر گسترهٔ بی‌پایان فضا» (که در اصل در نامه‌ای به هرودوت بیان شده بود) اشاره کرده است.
نویسندگان پیشامدرن معمولاً بر این باور بودند که در «دنیاهای فرازمینی» موجودات زنده زندگی می‌کنند. ویلیام ووریلونگ، در قرن پانزدهم، از احتمال سفر عیسی مسیح به دنیاهای فرازمینی برای هدایت ساکنان آن‌ها نوشته است. نیکلاس کوسایی در سال ۱۴۴۰ نوشت که زمین مانند دیگر اجرام آسمانی قابل مشاهده در فضا یک «ستارهٔ درخشان» است و به دلیل لایه‌ای از «درخشندگی سوزان» در لایهٔ بیرونی جو، از بیرون شبیه به خورشید به نظر می‌رسد. او احتمال می‌داد که همهٔ اجرام فرازمینی از جمله خورشید میزبان انسان، گیاه و جانوران باشند. رنه دکارت معتقد بود هیچ راهی برای اثبات اینکه «موجودات هوشمند» در ستارگان زندگی نمی‌کنند وجود ندارد، اما وجود آن‌ها صرفاً حدس و گمان است.
از اواسط قرن بیستم، تحقیقات بسیاری برای جستجوی نشانه‌های حیات فرازمینی انجام شده است که شامل جستجو برای حیات حاضر و منقرض شده، و جستجوی محدودتر برای حیات هوشمند می‌شود. بسته به نوع جستجو، روش‌ها از تجزیه و تحلیل داده‌های تلسکوپ تا رادیوهایی که برای تشخیص و انتقال ارتباطات استفاده می‌شوند، متفاوت است.
مفهوم حیات فرازمینی، به ویژه حیات هوشمند فرازمینی، تأثیر فرهنگی عمده‌ای داشته است، خاصه در داستان‌های تخیلی. داستان‌های علمی-تخیلی مخاطبان بسیاری را در معرض ایده‌های علمی قرار داده‌اند، طیف وسیعی از احتمالات را تخیل کرده‌اند و بر علاقهٔ عمومی و دیدگاه‌ها دربارهٔ حیات فرازمینی تأثیر گذاشته‌اند. یکی از بحث‌های رایج، دربارهٔ عقلانیت تلاش برای برقراری ارتباط با موجودات هوشمند فرازمینی است؛ برخی روش‌های تهاجمی را برای تلاش جهت برقراری ارتباط با حیات هوشمند تشویق می‌کنند. گروهی دیگر، با استناد به گرایش جوامع پیشرفته‌تر انسانی در به بردگی درآوردن یا نابود کردن جوامع کمتر پیشرفته، استدلال می‌کنند شاید جلب توجه به زمین خطرناک باشد.

## پیش‌زمینه
اگر حیات فرازمینی وجود داشته باشد، طیف وسیعی از موجودات را در بر می‌گیرد، از میکروارگانیسم‌های ساده و جانداران چندسلولی شبیه به حیوانات یا گیاهان، تا موجودات هوشمند بیگانهٔ پیچیده مشابهٔ انسان‌ها. دانشمندان هنگام صحبت از حیات فرازمینی، همهٔ این اشکال را در نظر می‌گیرند. ممکن است حیات فرازمینی پیکربندی‌های متفاوتی داشته باشد، اما دانشمندان برای سادگی از سلسلهٔ مراتب موجودات زندهٔ زمین استفاده می‌کنند، زیرا تنها موردی است که انسان تاکنون شناخته است.
طبق نظریات مرتبط با مه‌بانگ، کل جهان هستی در ابتدا حرارت بسیار بالایی برای وجود حیات داشت. ۱۵ میلیون سال بعد به دمای معتدل رسید، اما هنوز عناصر تشکیل دهندهٔ موجودات زنده وجود نداشتند. تنها عناصری که در آن زمان به وفور یافت می‌شدند، هیدروژن و هلیوم بودند. کربن و اکسیژن (و بعداً آب) تا ۵۰ میلیون سال بعد، از طریق همجوشی ستارگان به وجود آمدند. در آن زمان، مشکل پیدایش حیات دما نبود، بلکه کمیابی عناصر سنگین آزاد بود. سامانه‌های سیاره‌ای پدید آمدند و اولین ترکیبات آلی ممکن است در قرص پیش‌سیاره‌ای از دانه‌های غباری تشکیل شده باشند که در نهایت سیارات سنگی مانند زمین را به وجود آوردند. اگرچه زمین بعد از تولد در حالت مذاب بود و محتملا هر مادهٔ آلی که در آن می‌افتاد را می‌سوزاند، اما پس از خنک شدن پذیرای مواد بیشتری بود. حیات پس از ایجاد شرایط مناسب در زمین با فرآیندی شیمیایی به نام بی‌جان‌زایی آغاز شد. از دیدگاهی دیگر، ممکن است حیات کمتر به وجود آمده باشد، سپس - مثلاً توسط شهاب‌واره‌ها - بین سیارات زیست‌پذیر در فرآیندی به نام پان‌اسپرمیا گسترش یافته باشد.
اطراف یک ستاره، بازه‌ای از فاصله وجود دارد به نام کمربند حیات یا «منطقهٔ گلدیلاکس» که آب می‌تواند در آن در دمای مناسب برای وجود به صورت مایع در سطح سیاره‌ای باشد. این منطقه نه خیلی به ستاره نزدیک است، جایی که آب به بخار تبدیل می‌شود، نه خیلی دور، جایی که آب مثل سنگ یخ می‌زند. این تقریب خوبی است، اما زیست‌پذیری سیاره‌ای موضوع پیچیده‌تری است و عوامل مختلفی آن را تعیین می‌کنند. بودن در کمربند حیات برای زیست‌پذیر بودن یک سیاره کافی نیست، حتی به این معنی نیست که واقعاً چنین آب مایعی آنجا وجود دارد. زهره در کمربند حیات منظومهٔ شمسی است، اما به دلیل شرایط جو خود آب مایع ندارد. سیارات غول‌پیکر یا غول‌های گازی حتی اگر به اندازهٔ کافی به ستاره‌هایشان به عنوان مشتری‌های داغ نزدیک باشند، به دلیل فشارهای جوی خرد کننده، زیست‌پذیر در نظر گرفته نمی‌شوند. فاصله‌های واقعی برای کمربند حیات بسته به نوع ستاره متفاوت است و حتی فعالیت خورشیدی هر ستارهٔ خاص بر زیست‌پذیر بودن تأثیر می‌گذارد. نوع ستاره همچنین مدت زمان وجود کمربند حیات را تعیین می‌کند، زیرا حضور و محدودیت‌های آن همراه با تکامل ستاره‌ای ستاره تغییر خواهد کرد.
حیات روی زمین در سراسر سیاره بسیار گسترده است و در طول زمان تقریباً با همهٔ محیط‌های موجود در آن حتی خصمانه‌ترین آن‌ها سازگار شده است. در نتیجه، استنباط می‌شود که حیات در سایر اجرام آسمانی ممکن است به همان اندازه سازگار باشد. با این حال، منشأ حیات ارتباطی با سهولت سازگاری آن ندارد و ممکن است نیازهای بیشتری داشته باشد. ممکن است یک سیاره یا قمر حتی اگر زیست‌پذیر باشد، هیچ حیاتی روی آن نباشد.

## احتمال وجود حیات
اینکه آیا حیات و هوش فرازمینی در جهان هستی فراگیر هستند یا کمیاب، همچنان مشخص نیست. فرضیهٔ فراگیر بودن حیات فرازمینی بر سه بخش استوار است. اول، وسعت جهان این امکان را فراهم می‌کند که سیارات پرشماری شباهت زیادی به زمین از نظر زیست پذیری داشته باشند و عمر جهان هستی نیز به این معناست که زمان کافی برای فرآیندی طولانی مشابهٔ آنچه در زمین رخ داد وجود داشته است. دوم، عناصر شیمیایی تشکیل دهندهٔ زندگی مانند کربن و آب در سراسر جهان فراگیر هستند. سوم اینکه قوانین فیزیکی در هستی ثابت هستند، به این معنی که نیروهای تسهیل‌کننده یا مانع از وجود حیات همان‌هایی خواهند بود که در زمین وجود دارند. طبق این استدلال که توسط دانشمندانی مانند کارل ساگان و استیون هاوکینگ مطرح شده است، وجود نداشتنِ حیات در جای دیگری به جز زمین غیرقابل تصور به نظر می‌رسد. این استدلال در اصل کوپرنیکی — که بیان می‌کند زمین جایگاه منحصر به فردی در جهان هستی ندارد — و اصل میانه‌روی — که بیان می‌کند حیات روی زمین هیچ ویژگی خاصی ندارد — تجسم یافته است.
برخی دیگر از نویسندگان برعکس معتقدند که حیات در کیهان، یا حداقل حیات چندسلولی، ممکن است واقعاً کمیاب باشد. فرضیهٔ زمین سیارهٔ بی‌همتا می‌گوید حیات روی زمین به دلیل مجموعه‌ای از عوامل — از موقعیت در کهکشان و پیکربندی منظومهٔ شمسی تا ویژگی‌های محلی سیاره — امکان‌پذیر شده است و بعید است که تمام این الزامات به‌طور همزمان توسط سیارهٔ دیگری برآورده شوند. طرفداران این فرضیه در نظر می‌گیرند که شواهد بسیار کمی حاکی از وجود حیات فرازمینی وجود دارد و وجود حیات فرازمینی در حال حاضر صرفاً یک امکانِ مطلوب است و نه یک توضیح علمی معقول برای داده‌های موجود.
در سال ۱۹۶۱، فرانک دریک، ستاره‌شناس و اخترفیزیک‌دان، معادلهٔ دریک را به‌عنوان راهی برای برانگیختن گفتگوی علمی در جلسه‌ای دربارهٔ جستجوی هوش فرازمینی (SETI) ابداع کرد. معادلهٔ دریک یک استدلال احتمالی است که برای تخمین تعداد تمدن‌های فعال و ارتباط‌گیرندهٔ فرازمینی در کهکشان راه شیری استفاده می‌شود. معادلهٔ دریک چنین است:
{\displaystyle N=R_{\ast }\cdot f_{p}\cdot n_{e}\cdot f_{\ell }\cdot f_{i}\cdot f_{c}\cdot L}
که در آن
N = تعداد تمدن‌های کهکشان راه شیری که اکنون می‌توانند در محیط میان‌سیاره‌ای ارتباط برقرار کنند
و
R* = میانگین نرخ شکل‌گیری ستاره در کهکشان ما
fp = نسبت ستاره‌هایی که دارای سیاره هستند
ne= میانگین تعداد سیاراتی که به‌طور بالقوه می‌توانند از حیات پشتیبانی کنند
fl= نسبت سیاراتی که واقعاً از حیات پشتیبانی می‌کنند
fi= نسبت سیاراتی که دارای حیات هستند که به حیات هوشمند (تمدن‌ها) تبدیل می‌شوند
fc= نسبت تمدن‌هایی که فناوری لازم برای مخابرهٔ علائم قابل تشخیص از وجود خود به فضا را توسعه می‌دهند
L = مدت زمانی که چنین تمدن‌هایی علائم قابل تشخیص را به فضا مخابره می‌کنند
معادلهٔ دریک چنین است اما اعداد سمت راست معادله فرضی هستند.
{\displaystyle 10{,}000=5\cdot 0.5\cdot 2\cdot 1\cdot 0.2\cdot 1\cdot 10{,}000}
معادلهٔ دریک از زمان مطرح شدنش بحث‌برانگیز بوده است، زیرا با وجود اینکه به شکل معادله‌ای ریاضی نوشته شده، هیچ‌کدام از مقادیر آن در آن زمان مشخص نبودند. اگرچه ممکن است در نهایت برخی از مقادیر اندازه‌گیری شوند، اما برخی دیگر بر اساس علوم اجتماعی هستند و ذاتاً قابل شناخت نیستند. این موضوع، نتیجه‌گیری قابل توجهی را از معادله امکان‌پذیر نمی‌سازد.
بر اساس مشاهدات تلسکوپ فضایی هابل، تقریباً ۲ تریلیون کهکشان در جهان قابل مشاهده وجود دارد. تخمین زده می‌شود که حداقل ۱۰ درصد از تمامی ستاره‌های مشابه خورشید، یک منظومهٔ سیاره‌ای داشته باشند، یعنی ۶٫۲۵×۱۰۱۸ ستاره در جهان قابل مشاهده وجود دارند که سیاراتی به دور آن‌ها می‌چرخند. حتی اگر فرض شود تنها یک میلیارد از این ستاره‌ها دارای سیاره‌ای با توانایی پشتیبانی از حیات باشند، حدود ۶٫۲۵ میلیارد سامانهٔ سیاره‌ای قادر به پشتیبانی از حیات در جهان قابل مشاهده وجود خواهد داشت. مطالعه‌ای در سال ۲۰۱۳ بر اساس نتایج فضاپیمای کپلر تخمین زد که کهکشان راه شیری حداقل به اندازهٔ تعداد ستاره‌هایش، یعنی ۱۰۰ تا ۴۰۰ میلیارد سیاره خارج از منظومه شمسی دارد.
تناقض ظاهری بین تخمین‌های بالای احتمال وجود تمدن‌های فرازمینی و نبود شواهدی برای چنین تمدن‌هایی به «پارادوکس فرمی» معروف است. دنیس ویلیام سیاما ادعا می‌کند که وجود حیات در جهان به ثابت‌های بنیادی مختلف بستگی دارد. ژی-وی وانگ و ساموئل ال. براونشتین می‌گویند بدون درک کامل این ثابت‌ها، ممکن است به اشتباه جهان را به گونه‌ای درک کنیم که هوشمندانه برای حیات طراحی شده است. این دیدگاه، دیدگاه رایج مبنی بر اینکه جهان ما در امکان میزبانی حیات منحصر به فرد است را به چالش می‌کشد و توضیحی بالقوه برای پارادوکس فرمی ارائه می‌دهد.

## اساس بیوشیمیایی
شرط اولیهٔ بنیادی برای حیات، وجود محیطی با ترمودینامیک غیرتعادلی است، به این معنی که تعادل ترمودینامیکی باید توسط منبعی از انرژی شکسته شود. منابع سنتی انرژی در کیهان، ستاره‌ها هستند – مانند حیات روی زمین که به انرژی خورشید وابسته است. با این حال، منابع انرژی جایگزین دیگری نیز وجود دارند، مثل آتشفشان‌ها، فعالیت‌های تکتونیکی صفحه‌ها و چاه‌های گرمابی. در اعماق اقیانوس، اکوسیستم‌هایی روی زمین وجود دارند که نور خورشید دریافت نمی‌کنند و به جای آن، انرژی خود را از دودکش‌های سیاه تأمین می‌کنند. میدان‌های مغناطیسی و رادیواکتیویته نیز به عنوان منابع انرژی پیشنهاد شده‌اند، اگرچه کارایی کمتری دارند.
حیات روی زمین برای انجام واکنش‌های بیوشیمیایی به آب در حالت مایع به عنوان حلال نیاز دارد. به شدت بعید است که فرایند بی‌جان‌زایی بتواند در محیط گازی یا جامد شروع شود: سرعت اتم‌ها، چه خیلی سریع و چه خیلی کند، کار را برای ملاقات اتم‌های خاص و شروع واکنش‌های شیمیایی دشوار می‌کند. یک محیط مایع همچنین به انتقال مواد مغذی و مواد مورد نیاز برای متابولیسم کمک می‌کند. مقادیر کافی کربن و سایر عناصر، همراه با آب، ممکن است امکان تشکیل موجودات زنده را در سیارات زمین‌سان با ترکیب شیمیایی و محدودهٔ دمایی مشابه زمین فراهم کند. حیات مبتنی بر آمونیاک به جای آب به عنوان جایگزینی مطرح شده است، اگرچه به نظر می‌رسد این حلال از آب مناسب تر نیست. همچنین تصور این وجود دارد که اشکالی از حیات وجود داشته باشند که حلال آنها یک هیدروکربن مایع مانند متان، اتان یا پروپان باشد.
یکی دیگر از جنبه‌های ناشناختهٔ حیات فرازمینی احتمالی، عناصر شیمیایی تشکیل دهندهٔ آن خواهد بود. حیات روی زمین تا حد زیادی از کربن تشکیل شده است، اما انواع دیگری از بیوشیمی فرضی می‌تواند وجود داشته باشد. جایگزین بالقوه برای کربن باید بتواند مولکول‌های پیچیده ایجاد کند، اطلاعات مورد نیاز برای تکامل را ذخیره کند و به سهولت در محیط در دسترس باشد. برای ایجاد دی‌ان‌ای، آران‌ای یا آنالوگی مشابه، چنین عنصری باید بتواند اتم‌های خود را با بسیاری از اتم‌های دیگر پیوند و مولکول‌های پیچیده و پایدار تشکیل دهد. باید بتواند حداقل سه پیوند کووالانسی ایجاد کند. دو پیوند برای ساخت زنجیره‌های بلند و حداقل یک پیوند سوم برای افزودن پیوندهای جدید و اطلاعات متنوع. تنها ۹ عنصر این نیاز را برآورده می‌کنند: بور، نیتروژن، فسفر، آرسنیک، آنتیموان (سه پیوند)، کربن، سیلیسیم، ژرمانیم و قلع (چهار پیوند). از نظر فراوانی، کربن، نیتروژن و سیلیسیم فراوان‌ترین‌ها در جهان هستند، بسیار بیشتر از بقیه. در پوستهٔ زمین، فراوان‌ترین این عناصر سیلیسیم است، در آبکره، کربن و در جو، کربن و نیتروژن. با این حال، سیلیسیم نسبت به کربن معایبی دارد. مولکول‌های تشکیل شده با اتم‌های سیلیسیم کمتر پایدارند و در برابر اسیدها، اکسیژن و نور آسیب پذیرتر هستند. اکوسیستمی متشکل از اشکال حیات مبتنی بر سیلیسیم به دماهای بسیار پایین، فشار اتمسفر بالا، جو بدون اکسیژن و حلال غیر از آب نیاز دارد. دمای پایین مورد نیاز، مشکل دیگری را اضافه می‌کند: دشواری در شروع فرایند بی‌جان‌زایی برای ایجاد حیات در وهلهٔ اول.
حتی اگر حیات فرازمینی مانند حیات زمین بر پایهٔ کربن باشد و از آب به عنوان حلال استفاده کند، همچنان ممکن است دارای بیوشیمی کاملاً متفاوتی باشد. حیات روی زمین با دنیای آران‌ای شروع شد و بعداً به شکل کنونی خود تکامل یافت، جایی که برخی از وظایف آران‌ای به دی‌ان‌ای و پروتئین‌ها منتقل شدند. ممکن است حیات فرازمینی هنوز در دنیای آران‌ای گیر کرده باشد یا به پیکربندی‌های دیگری تکامل یابد. مشخص نیست که آیا بیوشیمی ما کارآمدترین گزینهٔ ممکن است که می‌توانست ایجاد شود، یا کدام عناصر الگوی مشابهی را دنبال می‌کنند. با این حال، به احتمال زیاد، حتی اگر سلول‌ها ترکیب متفاوتی نسبت به سلول‌های زمین داشته باشند، باز هم غشای سلولی خواهند داشت. حیات روی زمین از طریق فرگشت از پروکاریوت‌ها به یوکاریوت‌ها و از جانداران تک‌سلولی به جانداران چندسلولی جهش کرد. تاکنون هیچ فرایند جایگزینی برای دستیابی به چنین نتیجه‌ای تصور نشده است، حتی به صورت فرضی. فرگشت مستلزم آن است که حیات به موجودات زندهٔ جداگانه تقسیم شود، و هیچ سازماندهی جایگزینی هم به‌طور قابل قبولی پیشنهاد نشده است. در سطح پایه، غشاها حد یک سلول را بین آن و محیطش مشخص می‌کنند، در حالی که تا حدودی برای تبادل انرژی و منابع با آن بازمی‌مانند.
تکامل از سلول‌های ساده به یوکاریوت‌ها و از آنها به اشکال حیات چند سلولی قطعی نیست. انفجار کامبرین هزاران میلیون سال پس از پیدایش حیات رخ داد و علل آن هنوز به‌طور کامل شناخته نشده است. از طرف دیگر، جهش به چند سلولی شدن چندین بار اتفاق افتاد، که نشان می‌دهد این می‌تواند یک مورد از فرگشت هم‌گرا باشد، و بنابراین احتمالاً در سیارات دیگر نیز رخ دهد. سیمون کانوی موریس، دیرینه‌شناس، بر این باور است که فرگشت هم‌گرا به فرمانروهایی شبیه به گیاهان و حیوانات ما منجر می‌شود و به احتمال زیاد بسیاری از ویژگی‌ها در حیوانات فضایی نیز ایجاد می‌شود، مانند تقارن دو طرفه، اندام‌ها، دستگاه‌های گوارشی و سرهایی با اندام‌های حسی. دانشمندان دانشگاه آکسفورد آن را از منظر نظریهٔ فرگشت تجزیه و تحلیل کردند و در مطالعه‌ای در مجلهٔ بین‌المللی اخترزیست‌شناسی نوشتند که فضایی‌ها ممکن است شبیه به انسان‌ها باشند. زمینهٔ سیاره‌ای نیز تأثیر خواهد داشت: سیاره‌ای با گرانش بیشتر حیوانات کوچکتری خواهد داشت و انواع دیگر ستارگان می‌توانند منجر به فتوسنتزگرهای غیرسبز شوند. مقدار انرژی موجود نیز بر تنوع زیستی تأثیر می‌گذارد، زیرا اکوسیستمی که از دودکش‌های سیاه یا شکاف‌های هیدروترمال تأمین می‌شود، نسبت به آنهایی که توسط نور و گرمای یک ستاره حمایت می‌شوند، انرژی کمتری در اختیار دارد و بنابراین اشکال حیات آن فراتر از پیچیدگی خاصی رشد نخواهند کرد. همچنین تحقیقاتی در زمینهٔ ارزیابی ظرفیت حیات برای شکل دهی هوش انجام شده است. چنین گفته شده که این ظرفیت با تعداد کنام‌های بالقوه‌ای که یک سیاره در خود جای داده است افزایش می‌یابد و پیچیدگی خود حیات با چگالی اطلاعاتی محیط‌های سیاره‌ای منعکس می‌شود که به نوبهٔ خود می‌تواند از کنام‌های آن محاسبه شود.

## زیست‌پذیری سیاره‌ای در منظومهٔ شمسی

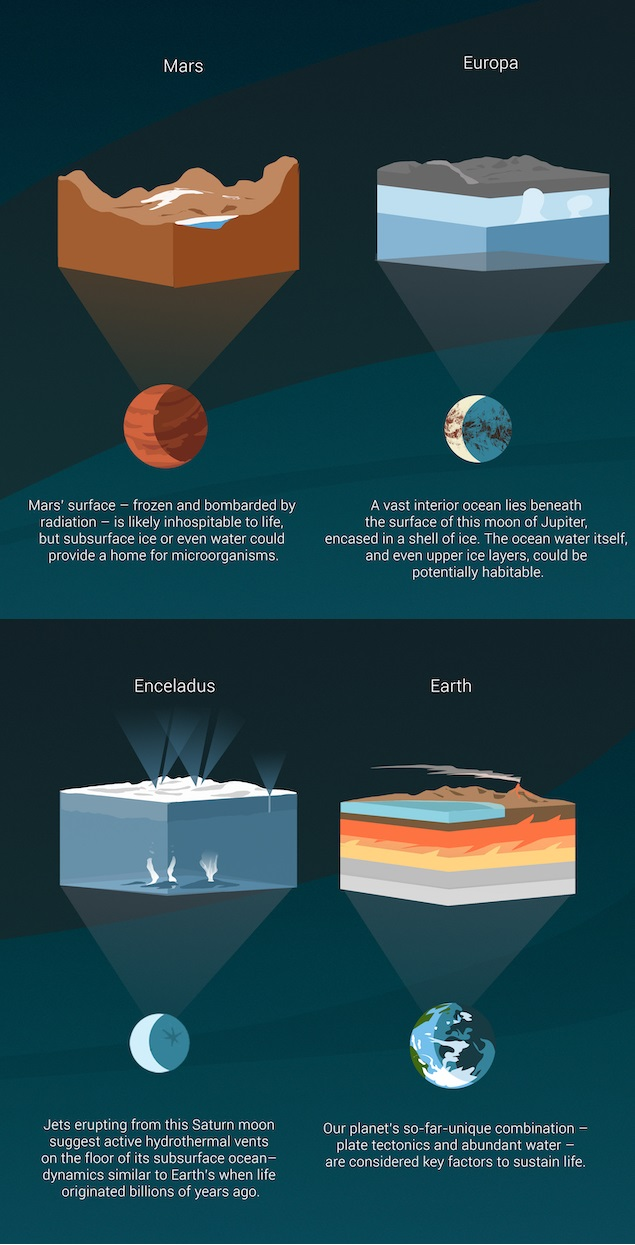
غیر از خود زمین؛ مریخ، اروپا و انسلادوس محتمل‌ترین گزینه‌ها برای یافتن حیات در منظومهٔ شمسی هستند.

منظومهٔ شمسی دارای طیف گسترده‌ای از سیارات، سیارات کوتوله و قمرها است که هر کدام از نظر پتانسیل برای میزبانی حیات مورد مطالعه قرار گرفته‌اند. هر یک شرایط خاص خود را دارند که ممکن است برای حیات مفید یا مضر باشد. تاکنون تنها اشکال حیات یافت شده، موجودات زمین هستند. هیچ موجود هوشمند دیگری به جز انسان در منظومهٔ شمسی وجود ندارد یا در گذشته وجود نداشته است. مری ووی تک، اخترزیست‌شناس، می‌گوید بعید است اکوسیستم‌های بزرگی پیدا شوند، زیرا اگر بودند تا کنون شناسایی می‌شدند.
داخل منظومهٔ شمسی به احتمال زیاد فاقد حیات است. با این حال، زهره همچنان برای اختربیولوژیست‌ها جالب توجه است، زیرا سیاره‌ای زمین‌سان است که احتمالاً در مراحل اولیهٔ خود شبیه به زمین بوده و به روش متفاوتی تکامل یافته است؛ سطح این سیاره داغ‌ترین سطح در منظومه شمسی است، اثر گلخانه‌ای و ابرهای اسید سولفوریک وجود دارد، تمام آب مایع سطحی آن از دست رفته است و دارای جو ضخیم دی‌اکسید کربن با فشار بسیار زیاد است. مقایسهٔ هر دو به درک دقیق تفاوت‌هایی که منجر به شرایط مفید یا مضر برای حیات می‌شود کمک می‌کند. با وجود شرایط نامناسب برای حیات روی زهره، ظن‌هایی وجود دارد که حیات میکروبی همچنان ممکن است در ابرهای مرتفع زنده بمانند.
مریخ بیابانی سرد و تقریباً بدون هواست که برای حیات نامناسب است. با این حال، مطالعات اخیر نشان داده که آب در مریخ زمانی بسیار فراوان بوده است و رودخانه‌ها، دریاچه‌ها و حتی شاید اقیانوس‌هایی را تشکیل می‌داده است. مریخ در آن زمان ممکن است زیست‌پذیر بوده و وجود حیات در مریخ امکان‌پذیر بوده است. اما زمانی که هستهٔ سیاره‌ای دیگر میدان مغناطیسی ایجاد نکرد، بادهای خورشیدی جو را پاک کردند و سیاره در برابر تشعشعات خورشیدی آسیب‌پذیر شد. اشکال حیات باستانی ممکن است هنوز بقایای سنگواره‌ای به جا گذاشته باشند و میکروب‌ها ممکن است هنوز در اعماق زیرزمینی زنده مانده باشند.
همان‌طور که گفته شد، غول‌های گازی و غول‌های یخی به احتمال زیاد حاوی حیات نیستند. دورترین اجرام منظومهٔ شمسی، که در کمربند کویپر و آن سوی آن یافت می‌شوند، در انجماد عمیق دائمی هستند، اما نمی‌توان آنها را به‌طور کامل رد کرد.
اگرچه خود سیارات غول پیکر به احتمال زیاد حیاتی ندارند، اما امید زیادی برای یافتن آن در قمرهای اطراف این سیارات وجود دارد. اروپا، از منظومهٔ مشتری، دارای اقیانوس زیرسطحی زیر لایهٔ ضخیمی از یخ است. گانیمد و کالیستو نیز دارای اقیانوس‌های زیرسطحی هستند، اما احتمال وجود حیات در آنها کمتر است زیرا آب بین لایه‌های یخ جامد قرار گرفته است. در اروپا ممکن است بین اقیانوس و سطح سنگی تماس وجود داشته باشد که به واکنش‌های شیمیایی کمک می‌کند. با این حال، حفر عمیق برای مطالعه آن اقیانوس‌ها ممکن است دشوار باشد. انسلادوس، قمر کوچک زحل با اقیانوس زیرسطحی دیگری، ممکن است نیازی به حفاری نداشته باشد، زیرا آب را در ستون‌های فوران به فضا پرتاب می‌کند. کاوشگر فضایی کاسینی به داخل یکی از این‌ها پرواز کرد، اما نتوانست مطالعهٔ کاملی انجام دهد زیرا ناسا انتظار چنین پدیده‌ای را نداشت و کاوشگر را برای مطالعهٔ آب اقیانوس مجهز نکرده بود. با این حال، کاسینی مولکول‌های آلی پیچیده، نمک‌ها، شواهد فعالیت‌های هیدروترمال، هیدروژن و متان شناسایی کرد.
تیتان علاوه بر زمین، تنها جسم آسمانی در منظومهٔ شمسی است که دارای اجسام مایع روی سطحش است؛ رودخانه، دریاچه و باران از هیدروکربن‌ها، متان و اتان، و حتی چرخه‌ای مشابهٔ چرخهٔ آب زمین دارد. این بافت خاص گمانه زنی‌هایی در مورد اشکال حیاتی با زیست شیمی متفاوت ایجاد می‌کند، اما دمای سرد باعث می‌شود چنین شیمیایی با سرعت بسیار کندی انجام شود. آب روی سطح آن به سختی سنگ است، اما این قمر مانند چندین قمر دیگر یک اقیانوس زیرزمینی دارد. با این حال، دسترسی به این اقیانوس به دلیل عمق بسیار زیاد آن بسیار دشوار خواهد بود.

## تحقیقات علمی
علمی که به جستجو و مطالعهٔ حیات در جهان هستی — یعنی هم روی زمین و هم در جای‌های دیگر — می‌پردازد، اخترزیست‌شناسی نامیده می‌شود. با مطالعهٔ حیات روی زمین، که تنها شکل شناخته شدهٔ حیات است، اخترزیست‌شناسی سعی می‌کند نحوهٔ آغاز و تکامل حیات و نیازهای آن برای ادامهٔ حیات را درک کند. این به تعیین اینکه در هنگام جستجو برای حیات در دیگر اجرام آسمانی به دنبال چه چیزی باید بود، کمک می‌کند. این یک حوزهٔ مطالعاتی پیچیده است و از چشم‌اندازهای ترکیبی چندین رشتهٔ علمی، مانند نجوم، زیست‌شناسی، شیمی، زمین‌شناسی، اقیانوس‌شناسی و علوم جوی استفاده می‌کند.
جستجوی علمی برای حیات فرازمینی به‌طور مستقیم و غیرمستقیم انجام می‌شود. ۳۶۶۷ سیارهٔ فراخورشیدی در ۲۷۴۷ منظومه تا سپتامبر ۲۰۱۷ شناسایی شده‌اند و سیارات و قمرهای دیگر در منظومهٔ شمسی نیز توانایی میزبانی برای حیات ابتدایی مانند میکروارگانیسم‌ها را دارند. در ۸ فوریه ۲۰۲۱، وضعیت به روز شدهٔ مطالعات مربوط به کشف احتمالی اشکال حیات در زهره (از طریق فسفین) و مریخ (از طریق متان) گزارش شد.

### جستجو برای حیات ساده

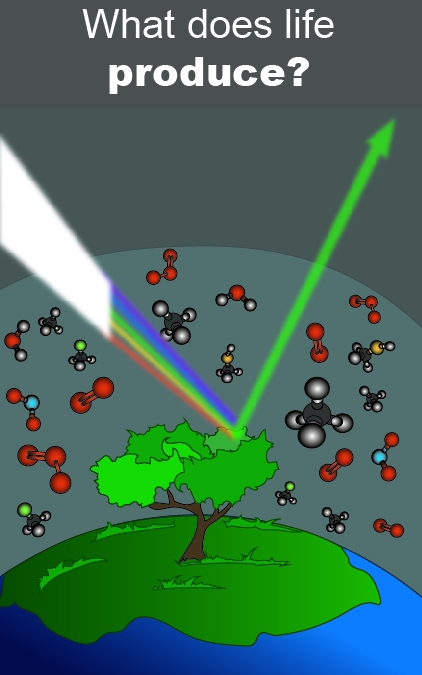
موجودات زنده از خود رد پای زیستی به جا می‌گذارند که ممکن است تلسکوپ‌ها بتوانند آن را ببینند.

دانشمندان با بررسی سطح سیارات و آزمایش شهاب‌واره‌ها به دنبال رد پای زیستی در منظومه شمسی هستند. برخی ادعا می‌کنند شواهدی از وجود حیات میکروبی در مریخ یافته‌اند. در سال ۱۹۹۶ گزارشی جنجالی کشف ساختارهایی شبیه نانوباکتری‌ها را در شهاب سنگ آلن هیلز ۸۴۰۰۱ که از سنگ‌های پرتاب شده از مریخ تشکیل شده بود، اعلام کرد. اگرچه در نهایت مشخص شد تمام ویژگی‌های غیرمعمول این شهاب سنگ نتیجهٔ فرآیندهای غیر آلی بوده‌اند، اما جنجال ایجاد شده حول این کشف، زمینه‌ساز توسعهٔ اخترزیست‌شناسی شد.
آزمایشی روی دو کاوشگر وایکینگ، انتشار گازهایی از نمونه‌های خاک مریخ را گزارش کرد که برخی دانشمندان معتقدند با وجود میکروارگانیسم‌های زنده سازگار است. با این حال، عدم وجود شواهد تأیید کننده از آزمایش‌های دیگر روی همین نمونه‌ها، احتمال غیر بیولوژیکی بودن واکنش را قوت می‌بخشد.
در فوریهٔ ۲۰۰۵، دانشمندان ناسا گزارش کردند که ممکن است شواهدی از حیات فرازمینی در مریخ پیدا کرده باشند. این دو دانشمند — کارول استوکر و لری لمک از مرکز تحقیقات ایمز ناسا — ادعای خود را بر اساس ردپای متان در جو مریخ شبیه به تولید متان برخی اشکال حیات اولیه در زمین، و همچنین بر اساس مطالعه خود بر روی حیات اولیه در نزدیکی رودخانه ریو تینتو در اسپانیا بنا نهادند. مقامات ناسا به سرعت ادعاهای این دانشمندان را نظر خودشان — و نه ناسا — اعلام کردند و خود استوکر نیز اظهارات اولیه‌اش را پس گرفت.
در نوامبر سال ۲۰۱۱، ناسا آزمایشگاه علمی مریخ را ایجاد کرد که مریخ‌نورد کنجکاوی را بر روی مریخ فرود آورد. این مریخ‌نورد با استفاده از ابزارهای علمی متنوعی طراحی شده است تا زیست‌پذیری گذشته و حال مریخ را ارزیابی کند. مریخ‌نورد کنجکاوی در اوت ۲۰۱۲ در گودال گیل فرود آمد.
گروهی از دانشمندان در دانشگاه کرنل کاتالوگ میکروارگانیسم‌ها را به همراه نحوهٔ واکنش هر کدام به نور خورشید ایجاد کرده‌اند. هدف این کار کمک به جستجوی چنین موجوداتی در سیارات فراخورشیدی است، زیرا نور ستارگانی که از سیاراتی با چنین موجوداتی بازتاب می‌شود، طیف خاصی خواهد داشت که با نور ستارگانی که از سیارات بدون حیات بازتاب می‌شود متفاوت است. اگر زمین از دور با این سیستم مورد مطالعه قرار می‌گرفت، به دلیل فراوانی گیاهان با فتوسنتز، سایه‌ای از رنگ سبز آشکار می‌شد.
در اوت ۲۰۱۱، ناسا شهاب سنگ‌هایی پیدا شده در جنوبگان را مورد مطالعه قرار داد و آدنین، گوانین، هیپوگزانتین و گزانتین در آنها یافت. آدنین و گوانین اجزای دی‌ان‌ای هستند و بقیه در سایر فرآیندهای بیولوژیکی به کار می‌روند. این مطالعات آلودگی شهاب سنگ‌ها بر روی زمین را رد کردند، زیرا این اجزا به وفور مانند آنچه در نمونه‌ها یافت شد در دسترس نبودند. این کشف نشان می‌دهد که چندین مولکول آلی که به عنوان بلوک‌های سازندهٔ حیات عمل می‌کنند ممکن است در داخل سیارک‌ها و دنباله دارها تولید شوند. در اکتبر ۲۰۱۱، دانشمندان گزارش کردند که غبار کیهانی حاوی ترکیبات آلی پیچیده («جامدات آلی بی‌شکل با ساختار مخلوط آروماتیک-آلیفاتیکی») است که می‌تواند به‌طور طبیعی و به سرعت توسط ستاره‌ها ایجاد شود. هنوز مشخص نیست که آیا این ترکیبات نقشی در ایجاد حیات روی زمین داشته‌اند، اما سان کووک از دانشگاه هنگ کنگ چنین فکر می‌کند. «اگر این مورد صحت داشته باشد، زندگی روی زمین ممکن است شروع آسان‌تری داشته باشد زیرا این مواد آلی می‌توانند به عنوان مواد اولیه برای حیات عمل کنند.»
در اوت ۲۰۱۲، برای اولین بار در جهان، ستاره شناسان دانشگاه کپنهاگ موفق به شناسایی یک مولکول خاص قند به نام «گلیکول‌آلدئید» در یک منظومهٔ ستاره‌ای دور دست شدند. این مولکول در اطراف یک پیش‌ستارهٔ دوتایی به نام ایراس ۱۶۲۹۳–۲۴۲۲ که ۴۰۰ سال نوری از زمین فاصله دارد، کشف شد. گلیکول‌آلدئید برای تشکیل «اسید ریبونوکلئیک» یا آران‌ای که در کارکرد به دی‌ان‌ای شباهت دارد، ضروری است. این کشف نشان می‌دهد که مولکول‌های آلی پیچیده ممکن است قبل از تشکیل سیارات در سامانه‌های ستاره‌ای شکل بگیرند و در نهایت در اوایل شکل‌گیری بر روی سیارات جوان قرار گیرند.
در دسامبر ۲۰۲۳، ستاره شناسان گزارش کردند که در بخارهای انسلادوس، قمر سیارهٔ زحل، برای اولین بار موفق شده‌اند هیدروژن سیانید، مادهٔ شیمیایی احتمالاً ضروری برای حیات به شکلی که می‌شناسیم، و همچنین سایر مولکول‌های آلی که برخی از آنها هنوز به‌طور کامل شناسایی و درک نشده‌اند، کشف کنند. محققان بر این باورند که «این ترکیبات [تازه کشف شده] به‌طور بالقوه می‌توانند از اجتماعات میکروبی موجود پشتیبانی کرده یا منجر به سنتز آلی پیچیده‌ای شوند که منتهی به پیدایش حیات می‌شود.»

### جستجو برای موجودات فضایی هوشمند

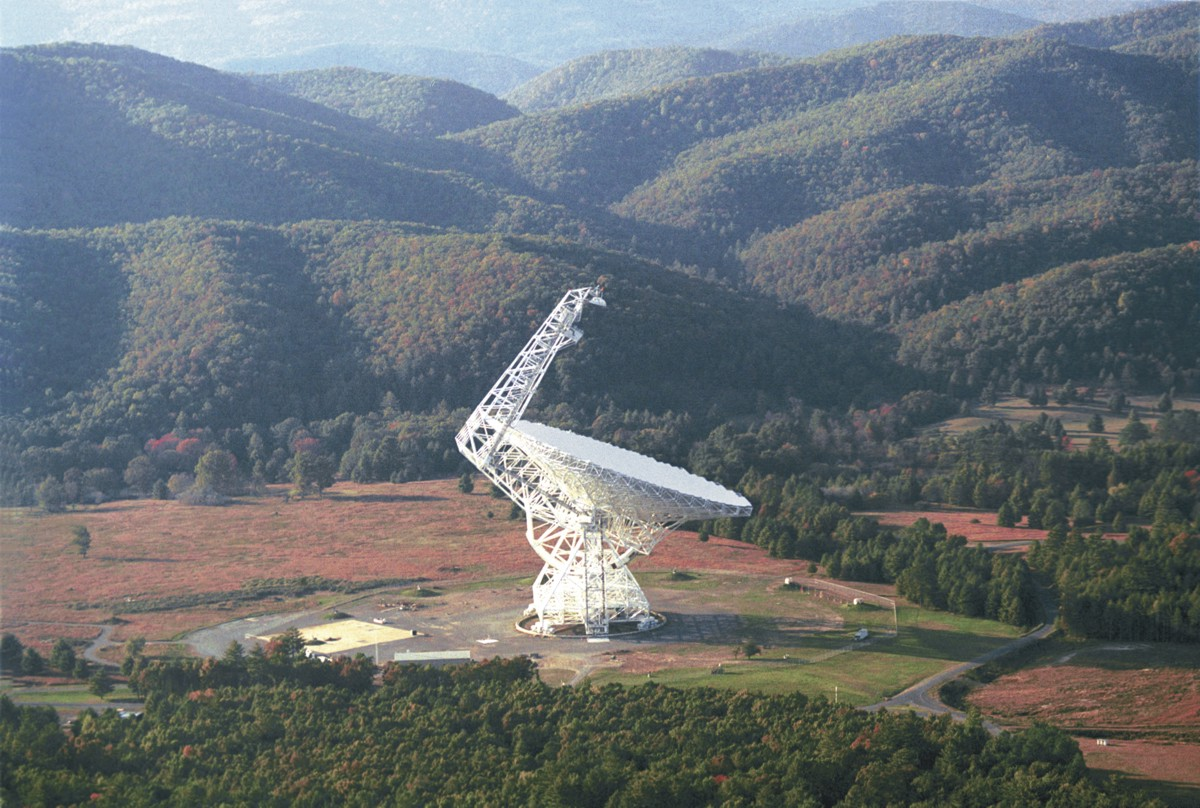
رهگیری سیگنال‌های ارتباطی فرازمینی توسط رادیو تلسکوپ گرین بنک.

در حالی که اکثر جستجوها بر زیست‌شناسی حیات فرازمینی متمرکز هستند، موجودات هوشمند فرازمینی که برای توسعهٔ تمدن به اندازه کافی باهوش باشند، ممکن است از طرق دیگر نیز قابل شناسایی باشند. فناوری ممکن است منجر به ایجاد «ردپای فناوری» شود، یعنی اثراتی بر سیاره مبدأ بگذارد که ناشی از دلایل طبیعی نباشد. سه نوع اصلی از ردپای فناوری در نظر گرفته می‌شود: ارتباطات بین ستاره‌ای، تأثیرات بر جو و سازه‌های به اندازه سیاره مانند کره‌های دایسون.
سازمان‌هایی مانند مؤسسهٔ SETI به دنبال اشکال احتمالی ارتباط در کیهان هستند. آنها تحقیقاتشان را با امواج رادیویی شروع کردند و اکنون به دنبال پالس‌های لیزری نیز هستند. چالش این جستجو آنجاست که منابع طبیعی نیز برای چنین سیگنال‌هایی وجود دارد — مانند انفجارهای اشعه گاما و ابرنواخترها — و تفاوت بین سیگنال طبیعی و سیگنال مصنوعی در الگوهای خاص آن خواهد بود. اخترشناسان قصد دارند از هوش مصنوعی برای این کار استفاده کنند، زیرا می‌تواند با حجم زیادی از داده‌ها کار کند و عاری از سوگیری و پیش فرض‌ها است. علاوه بر این، حتی اگر تمدن فرازمینی پیشرفته‌ای وجود داشته باشد، هیچ تضمینی نیست که سیگنال‌های رادیویی به سمت زمین ارسال کند. مدت زمانی که طول می‌کشد تا یک سیگنال در فضا طی شود به این معنی است که پاسخ احتمالی ممکن است چند دهه یا چند قرن پس از پیام اولیه ارسال شود.
جو زمین به دلیل آلودگی هوا حاوی مقدار زیادی نیتروژن دی‌اکسید قابل تشخیص است. فراوانی طبیعی کربن، که نسبتاً واکنش پذیر نیز هست، احتمالاً آن را به یکی از اجزای اصلی توسعهٔ تمدن تکنولوژیکی احتمالی فرازمینی تبدیل می‌کند، درست مثل زمین. همچنین احتمالاً سوخت‌های فسیلی در چنین دنیایی تولید و مصرف می‌شوند. فراوانی کلروفلوئوروکربن‌ها در جو نیز می‌تواند با توجه به نقش آن‌ها در تخریب لایهٔ اوزون، ردپای فناوری واضحی باشد. آلودگی نوری نیز ممکن است ردپای تکنولوژی دیگری باشد، زیرا وجود چندین نور در سمت تاریک یک سیاره سنگی می‌تواند نشانهٔ تحولات تکنولوژیکی پیشرفته باشد. با این حال، تلسکوپ‌های فعلی به اندازهٔ کافی قوی نیستند که سیارات فراخورشیدی را با جزئیات مورد نیاز برای مشاهدهٔ آن مطالعه کنند.
مقیاس کارداشف پیشنهاد می‌کند که یک تمدن ممکن است در نهایت شروع به مصرف مستقیم انرژی از ستاره محلی خود کند. این امر نیاز به ساخت سازه‌های غول آسا در کنار آن به نام کره‌های دایسون دارد. این ساختارهای احتمالی باعث تشعشع مادون قرمز اضافی می‌شوند که ممکن است تلسکوپ‌ها آن را تشخیص دهند. تابش مادون قرمز به‌طور معمول در ستارگان جوان، احاطه شده توسط قرص‌های پیش‌سیاره‌ای غبارآلود پیش سیاره‌ای که در نهایت سیاره‌ها را تشکیل می‌دهند، وجود دارد. ستاره‌ای قدیمی تر مانند خورشید به هیچ وجه به‌طور طبیعی تشعشع مادون قرمز اضافی نخواهد داشت. وجود عناصر سنگین در طیف نوری ستاره نیز نشانهٔ بالقوهٔ دیگری برای رد پای زیستی است؛ این عناصر (روی کاغذ) در صورتی پیدا می‌شوند که از ستاره به عنوان زباله سوز/مخزن برای محصولات زبالهٔ هسته‌ای استفاده شود.

### سیارات فراخورشیدی

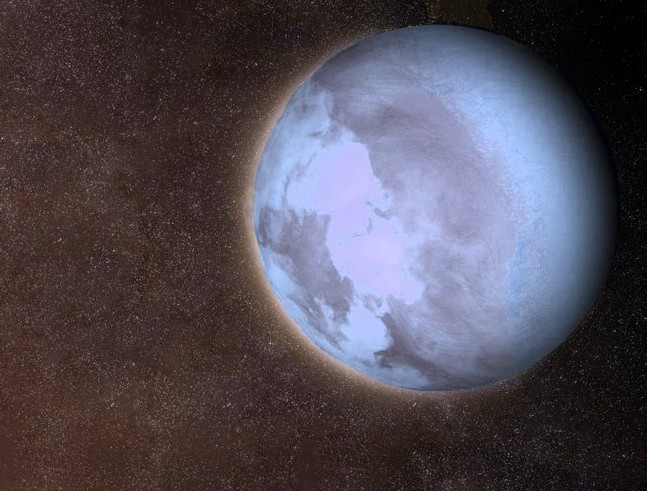
تصویر هنری از گلیز ۵۸۱ سی، اولین سیارهٔ زمین‌سان فراخورشیدی کشف شده در کمربند حیات یک ستاره.

برخی ستاره شناسان به دنبال سیارات فراخورشیدی هستند که ممکن است مستعد حیات باشند. اینان جستجوی خود را به سیارات زمین‌سان در کمربند حیات ستارگانشان محدود می‌کنند. از سال ۱۹۹۲ تاکنون بیش از چهار هزار سیاره فراخورشیدی کشف شده است (تا ۱ مارس ۲۰۲۴، ۵٬۶۴۰ سیاره در ۴٬۱۵۵ منظومهٔ سیاره‌ای شامل ۸۹۵ منظومهٔ چند سیاره‌ای). سیارات فراخورشیدی کشف شده تاکنون از سیارات زمین سان تا غول‌های گازی بزرگتر از مشتری متفاوت بوده‌اند. انتظار می‌رود تعداد سیارات فراخورشیدی مشاهده شده در سال‌های آینده به‌طور قابل توجهی افزایش یابد. تلسکوپ فضایی کپلر نیز چند هزار سیاره بالقوه شناسایی کرده است که حدود ۱۱ درصد آنها ممکن است نتایج مثبت کاذب باشند.
به‌طور متوسط به ازای هر ستاره حداقل یک سیاره وجود دارد. حدوداً از هر ۵ ستارهٔ خورشیدسان هر کدام ۱ سیارهٔ به اندازه زمین در کمربند حیات دارند که انتظار می‌رود نزدیکترین آنها در فاصله ۱۲ سال نوری از زمین باشد. با فرض وجود ۲۰۰ میلیارد ستاره در کهکشان راه شیری، ۱۱ میلیارد سیاره با اندازه زمین به‌طور بالقوه زیست‌پذیر در راه شیری وجود دارد که اگر کوتوله‌های سرخ شامل شوند، به ۴۰ میلیارد افزایش می‌یابد. تعداد سیارات سرگردان در کهکشان راه شیری احتمالاً به تریلیون می‌رسد.
نزدیک‌ترین سیاره فراخورشیدی شناخته شده پروکسیما قنطورس بی است که ۴٫۲ سال نوری (۱٫۳ پارسک) از زمین در صورت فلکی جنوبی قنطورس قرار دارد.
تا مارس ۲۰۱۴، کم جرم‌ترین سیارهٔ فراخورشیدی شناخته شده، PSR B1257+12 A است که تقریباً دو برابر ماه جرم دارد. عظیم‌ترین سیارهٔ موجود در بایگانی سیارات فراخورشیدی ناسا، دنیس-پی جی۰۸۲۳۰۳٫۱−۴۹۱۲۰۱ بی‌نام دارد که جرمش حدود ۲۹ برابر جرم مشتری است، با این حال طبق اکثر تعاریف سیاره، جرم آن برای سیاره بودن بیش از حد زیاد است و ممکن است به جای آن یک کوتوله قهوه‌ای باشد. تقریباً تمام سیاراتی که تاکنون کشف شده‌اند در داخل کهکشان راه شیری قرار دارند، اما چند مورد تشخیص بالقوه از سیارات فراکهکشانی نیز وجود داشته است. مطالعه زیست‌پذیری سیاره‌ای همچنین طیف وسیعی از عوامل دیگر را در تعیین مناسب بودن سیاره برای پشتیبانی از حیات در نظر می‌گیرد.
یکی از نشانه‌های احتمالی وجود حیات در یک سیاره، وجود جو با مقادیر قابل توجهی اکسیژن است، زیرا این گاز بسیار واکنش‌پذیر بوده و به‌طور معمول بدون پر شدن مداوم دوام نمی‌آورد. این پر شدن در زمین از طریق موجودات فتوسنتزی انجام می‌شود. یکی از راه‌های تجزیه و تحلیل جو یک سیارهٔ فراخورشیدی، از طریق طیف‌نگاری هنگام گذر از ستارهٔ آن است، اگرچه این روش فقط با ستارگان کم‌نور مانند کوتوله‌های سفید ممکن است امکان‌پذیر باشد.

## تاریخچه و تأثیرات فرهنگی

### چند جهانی

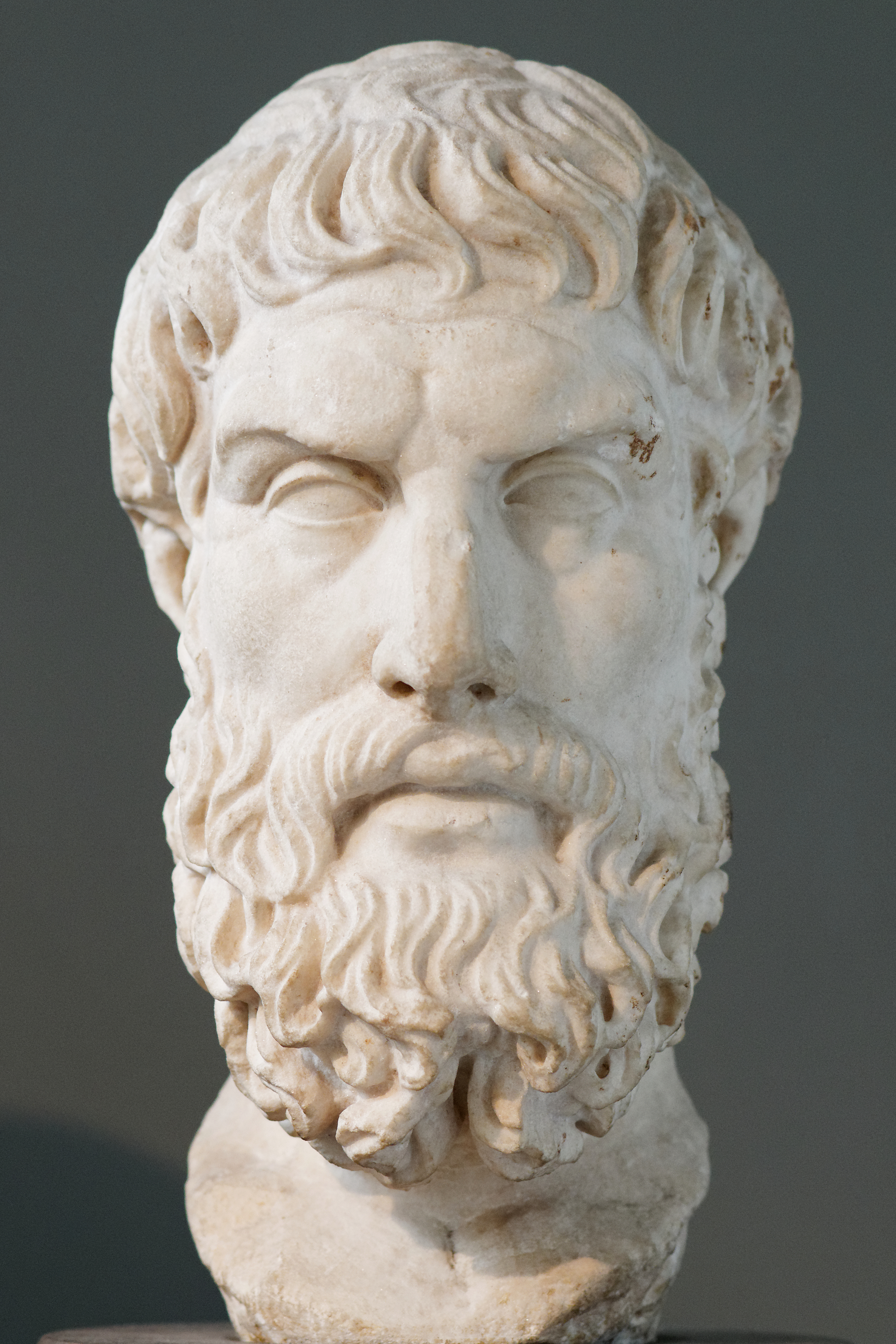
اپیکور می‌گفت جهان‌های دیگر ممکن است حیوانات و گیاهان خودشان را داشته باشند.

مفهوم فعلی حیات فرازمینی بر روی مفروضاتی بنا شده که در اخترشناسی قدیم رایج نبوده است. نخستین توضیحات برای اجرام آسمانی قابل مشاهده در آسمان شب، مبتنی بر اساطیر بود. دانشمندان یونان باستان اولین کسانی بودند که اعتقاد داشتند جهان ذاتاً قابل درک است و توضیحات مبتنی بر نیروهای ماوراء طبیعی غیرقابل درک — مانند افسانهٔ کشیده شدن خورشید در آسمان با ارابهٔ آپولون — را رد کردند. آنها هنوز روش علمی را شکل نداده بودند و ایده‌های خود را بر اساس تفکر و حدس و گمان خالص بنا می‌کردند، اما پیشفرض‌هایی را برای آن ارائه دادند، مانند اینکه اگر دیدگاهی با حقایق قابل مشاهده تناقض داشته باشد، باید کنار گذاشته شود. بسیاری از پایه‌های اصلی آنچه در نهایت به ایدهٔ زندگی فرازمینی منجر شد —مانند گرد بودن زمین و نه مسطح بودن آن — ریشه در نظرات دانشمندان یونانی دارد. کیهان در نخستین فرضیات دانشمندان بر اساس یک مدل زمین‌مرکزی ساختاربندی شد، ساختاری که در آن فرض بر این بود که خورشید و سایر اجرام آسمانی به دور زمین می‌چرخند. ولی این اجرام، دنیاهای فرازمینی در نظر گرفته نمی‌شدند. در اعتقاد یونانیان، جهان هم از زمین و هم از اجرام آسمانی با حرکات قابل مشاهده تشکیل شده بود. آناکسیماندروس فکر می‌کرد کیهان از ماده‌ای به نام آپایرون ساخته شده است و در نهایت جهان به کیهان باز خواهد گشت. سرانجام دو گروه پدید آمدند؛ اتم‌گرایان که معتقد بودند ماده هم در زمین و هم در کیهان به‌طور مشابه از اتم‌های کوچکی از عناصر چهارگانه (زمین، آب، آتش و هوا) ساخته شده است و پیروان ارسطو که فکر می‌کردند این عناصر به‌طور انحصاری متعلق به زمین هستند و کیهان از عنصر پنجمی به نام اثیر ساخته شده است. اپیکور که اتم‌گرا بود اعتقاد داشت فرآیندی که جهان، حیوانات و گیاهان را خلق کرده، باید در جاهای دیگر دنیاهای دیگری را هم به همراه حیوانات و گیاهان خاص آنجا خلق کرده باشد. اما ارسطو در عوض فکر می‌کرد که تمام عنصر زمین به‌طور طبیعی به سمت مرکز جهان سقوط می‌کنند و این امر وجود سیارات دیگر را غیرممکن می‌سازد. با توجه به این استدلال، زمین نه تنها در مرکز بود، بلکه تنها سیارهٔ جهان هست نیز بود.
«چند جهانی» مفهومی فلسفی است که وجود جهان‌های متعدد فراتر از زمین و احتمال وجود حیات بیگانه در آنها را مطرح می‌کند. نخستین‌بار، اشاره به وجود انسان‌های فرازمینی در متون کهن دین جین دیده شده است. متون جینی به جهان‌های متعددی اشاره می‌کنند که پذیرای حیات انسانی هستند، از جمله بهارات کشِترا، مهویده کشترا، اِیروات کشترا و هاری کشترا. نویسندگان قرون وسطاییِ مسلمان مانند فخر رازی و محمد باقر بر اساس قرآن قائل به تعدد جهان‌ها بودند. شعر خانهٔ شهرت اثر جفری چاوسر نیز به چند جهانی در قرون وسطی پرداخته است. با این حال، آن دیدگاه‌ها دربارهٔ دنیاهای دیگر با دانش کنونی دربارهٔ ساختار جهان متفاوت بودند و وجود منظومه‌های سیاره‌ای به جز منظومهٔ شمسی را لحاظ نمی‌کردند. هنگامی که این نویسندگان از دنیای دیگری صحبت می‌کنند، منظورشان مورد مکان‌هایی است که در مرکز منظومه‌های خود قرار دارند و با طاق‌های ستاره‌ای و کیهان خودشان احاطه شده‌اند.
نظریات یونانی و مناقشات بین اتم‌گرایان و ارسطوییان پس از سقوط امپراتوری یونان ادامه یافتند. کتابخانهٔ اسکندریه اطلاعات مربوط به این مفهوم را گردآوری کرده بود که بخشی از آن توسط دانشمندان قرون اسلامی ترجمه شد و بدین ترتیب از نابودی کتابخانه جان سالم به در برد. بغداد دانش یونانیان، هندیان، چینی‌ها و دانشمندان محلی را گرد آورد و این دانش توسط امپراتوری بیزانس گسترش یافت. سرانجام، این دانش در قرون وسطی به اروپا بازگشت. با این حال، از آنجایی که اتم‌گرایان معتقد بودند جهان با حرکات تصادفی اتم‌ها و بدون نیاز به یک خدای آفریننده خلقت یافته است، این مفهوم با خداناباوری پیوند خورد و مناقشات علمی با موضوعات مذهبی درآمیخت. با این حال، کلیسا واکنش یکدستی نسبت به این موضوعات نداد و دیدگاه‌های سخت‌گیرانه‌تر و آزادتری در درون خود کلیسا وجود داشت.
نخستین‌بار اصطلاح «پان‌اسپرمیا» در نوشته‌های آناکساگوراس، فیلسوف یونانی قرن پنجم پیش از میلاد، یافت شده است. او می‌گفت حیات همه جا وجود دارد.

### دورهٔ معاصر اولیه

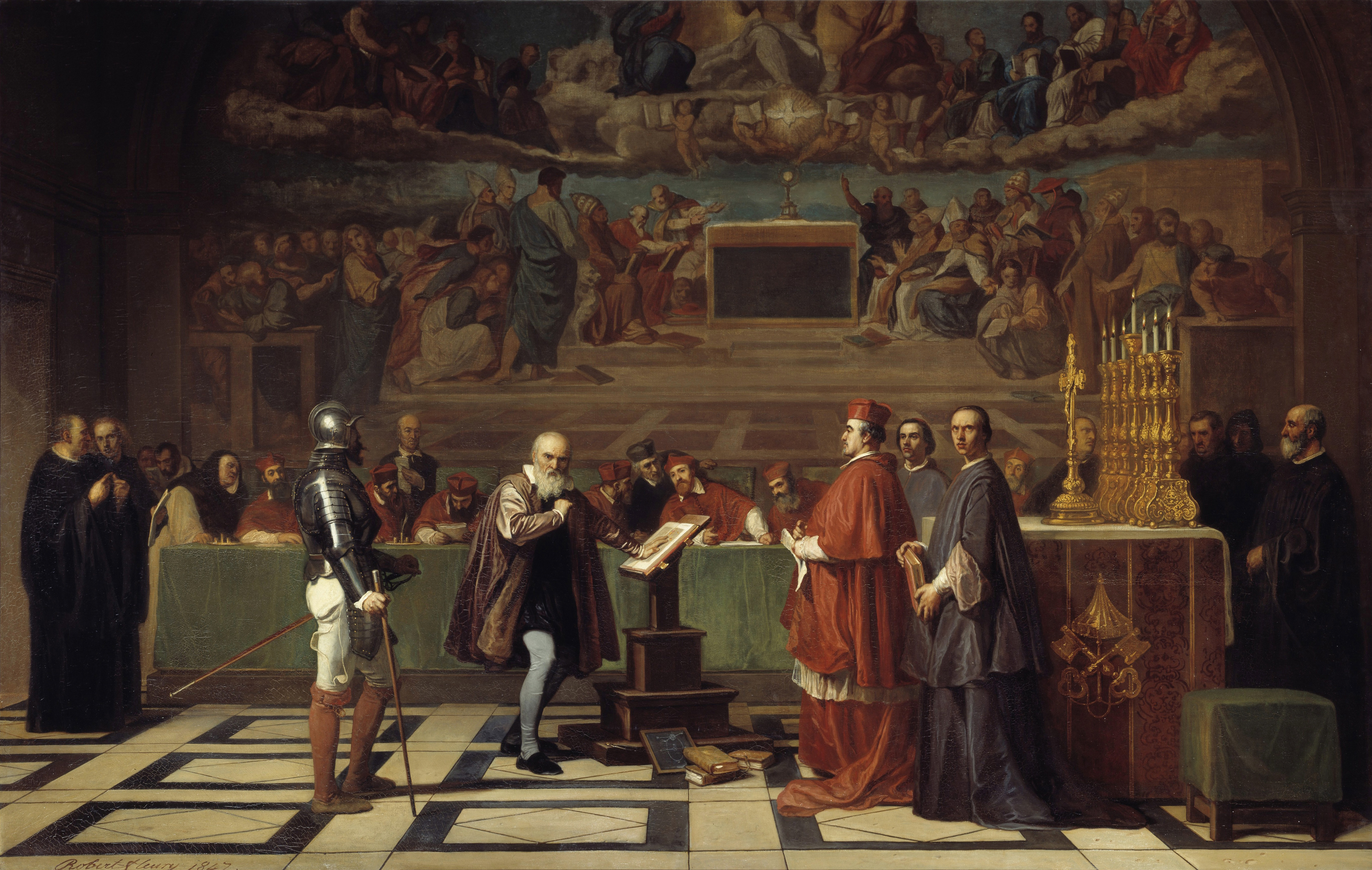
گالیله در برابر سریر مقدس، نقاشی قرن نوزدهمی اثر ژوزف نیکولا روبر-فلوری

تا اواخر قرون وسطی، با وجود روشن شدن نواقص زیاد مدل زمین‌مرکزی، همچنان به دلیل محدودیت داده‌های مشاهداتی با چشم غیرمسلح از آن استفاده می‌شد. نیکلاس کوپرنیک با پیشنهاد چرخش سیارات به دور خورشید به جای زمین، انقلاب کوپرنیکی را آغاز کرد. در ابتدا استقبال چندانی از این پیشنهاد نشد، زیرا او همچنان فرض می‌کرد مدارها کاملاً دایره‌ای هستند و بنابراین مدل او به همان اندازهٔ مدل زمین‌مرکزی دچار نادرستی‌هایی بود. تیکو براهه با استفاده از رصدخانه‌های چشم غیرمسلح که از دستگاه‌های سدس و ربع بسیار پیچیده‌ای بهره می‌گرفتند، داده‌های موجود را بهبود بخشید. تیکو نمی‌توانست از مشاهدات خود سر دربیاورد، اما یوهانس کپلر توانست: مدارها دایرهٔ کامل نبودند، بلکه بیضی‌وار بودند. این کشف به نفع مدل کوپرنیکی شد که اکنون تقریباً به‌طور کامل کار می‌کرد. اختراع تلسکوپ اندکی بعد و بهبود آن توسط گالیلئو گالیله، تردیدهای نهایی را برطرف کرد و تغییر پارادایم تکمیل شد. با این درک جدید، مفهوم حیات فرازمینی قابل تصور شد: اگر زمین چیزی نیست مگر سیاره‌ای که به دور یک ستاره می‌چرخد، پس ممکن است در جای دیگر سیاراتی شبیه به زمین وجود داشته باشند. مطالعهٔ نجومی اجرام دور نیز ثابت کرد که قوانین فیزیک در دیگر نقاط جهان هستی مشابه زمین است و هیچ چیزی زمین را واقعاً خاص نمی‌کند.
نظریات جدید با مخالفت کلیسای کاتولیک روبرو شدند. گالیله به دلیل مدل خورشیدمرکزی که کفرآمیز تلقی می‌شد، محاکمه و مجبور به انکار آن شد. معروف‌ترین حامی ایده‌های مربوط به حیات فرازمینی در اوایل دوران مدرن، فیلسوف ایتالیایی جوردانو برونو بود که در قرن شانزدهم استدلال می‌کرد جهان هستی بی‌پایان است و هر ستاره توسط منظومهٔ سیاره‌ای خود احاطه شده است. برونو نوشته جهان‌های دیگر «فضیلت کمتر یا ماهیتی متفاوت از زمین ما ندارند» و مانند زمین «حیوانات و ساکنانی دارند.» اعتقاد برونو به تعدد جهان‌ها یکی از اتهاماتی بود که توسط تفتیش عقاید مقدس ونیزی علیه او مطرح و در نهایت به محاکمه و اعدام او منجر شد.
مدل خورشیدمرکزی با ارائهٔ نظریهٔ گرانش توسط آیزاک نیوتن حتی بیشتر تثبیت شد. این نظریه محاسباتی را ارائه کرد که حرکت تمام اجرام در جهان هستی، از جمله مدارهای سیاره‌ای را توضیح می‌داد. در این نقطه، مدل زمین‌مرکزی به‌طور قطعی کنار گذاشته شد. تا این زمان، استفاده از روش علمی مرسوم شده بود و از اکتشافات جدید انتظار می‌رفت که شواهد و توضیحات ریاضی دقیق ارائه دهند. دانشمندان همچنین به پدیده‌های طبیعی علاقهٔ بیشتری نشان می‌دادند و سعی داشتند نه تنها نحوهٔ کار طبیعت، بلکه دلایل کار به این شکل را نیز توضیح دهند.
تا قبل از این، با توجه به نفوذ چشمگیر ایده‌های ارسطویی و پذیرش مدل زمین‌مرکزی، بحث جدی زیادی در مورد حیات فرازمینی نشده بود. بطلان نهایی مدل زمین‌مرکزی نه تنها به این معنی بود که زمین مرکز جهان هستی نیست، بلکه به این معنی هم بود که نورهای مشاهده شده در آسمان فقط نور نیستند، بلکه اجرام مادی هستند. این احتمال که ممکن است در آن‌ها نیز حیاتی وجود داشته باشد سریعاً به یک موضوع بحث دائمی تبدیل شد، هرچند راه‌های عملی برای بررسی آن وجود نداشت.
با شتاب گرفتن اکتشافات علمی، احتمال وجود موجودات فرازمینی به یک گمانه‌زنی مرسوم تبدیل شد. ویلیام هرشل، کاشف اورانوس، یکی از صدها ستاره‌شناس قرن‌های ۱۸ و ۱۹ بود که به وجود حیات بیگانه در منظومهٔ شمسی اعتقاد داشت. ایمانوئل کانت و بنجامین فرانکلین از دیگر دانشمندان معتقد به «تکثر کیهانی» بودند. در اوج عصر روشنگری، حتی احتمال وجود حیات بر روی خورشید و ماه نیز در نظر گرفته می‌شد.

### قرن نوزدهم

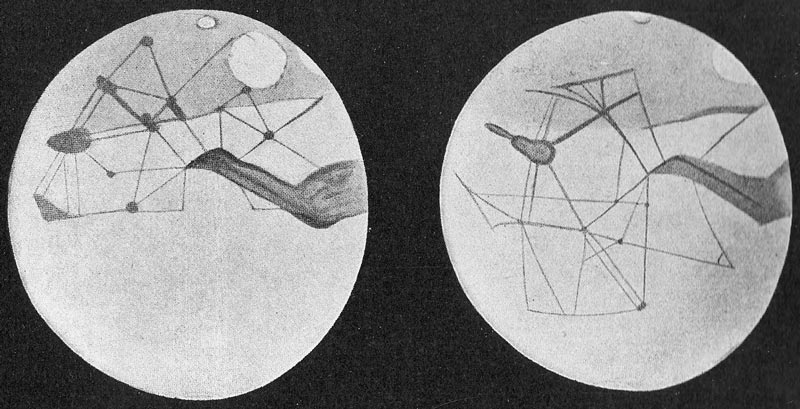
کانال‌های غیرطبیعی مریخ اثر پرسیوال لوول

گمانه‌زنی‌ها دربارهٔ وجود حیات در مریخ در اواخر قرن نوزدهم با مشاهدهٔ تلسکوپی «کانال‌های مریخی» افزایش یافت، اما به زودی مشخص شد که این‌ها توهم‌های دیداری بوده‌اند. با این وجود، در سال ۱۸۹۵، ستاره‌شناس آمریکایی پرسیوال لوول کتاب مریخ و به دنبال آن در سال ۱۹۰۶ کتاب مریخ و کانال‌هایش را به چاپ رساند که در آن‌ها ادعا می‌کرد کانال‌ها ساختهٔ یک تمدن باستانی از بین رفته هستند. ایدهٔ حیات در مریخ الهام‌بخش نویسندهٔ انگلیسی اچ. جی. ولز برای نوشتن رمان جنگ دنیاها در سال ۱۸۹۷ شد. این رمان داستان حمله‌ای از سوی موجودات فضایی مریخی را روایت می‌کند که به دلیل خشکی شدید سیاره‌شان در حال ترک آن هستند.
تحلیل طیفی جو مریخ در سال ۱۸۹۴ با جدیت آغاز شد. ویلیام والاس کمبل، ستاره‌شناس آمریکایی، نشان داد در جو مریخ نه آب وجود دارد و نه اکسیژن. تا سال ۱۹۰۹، تلسکوپ‌های بهتر به‌طور قطعی به فرضیهٔ کانال‌های مریخ پایان دادند.
چون اعتقاد به نظریهٔ خلق‌الساعه رایج بود، به ندرت دربارهٔ شرایط منحصر به فرد هر جرم آسمانی صحبت می‌شد: صرفاً تصور می‌کردند حیات در هر جایی می‌تواند شکوفا شود. این نظریه توسط لویی پاستور در قرن نوزدهم رد شد. باور عموم به تمدن‌های بیگانهٔ پیشرفته در سایر نقاط منظومهٔ شمسی همچنان از بین نرفت، تا اینکه کاوشگرهای مارینر ۴ و مارینر ۹ تصاویر نزدیکی از مریخ ارسال کردند که به‌طور کامل احتمال وجود مریخی‌ها را رد کرد و امیدهای پیشین برای یافتن حیات بیگانه را نیز به‌طور کلی کاهش داد. از بین رفتن باور به نظریهٔ خلق‌الساعه، انسان را مجبور به بررسی منشأ حیات کرد. اگرچه بی‌جان‌زایی نظریهٔ مقبول‌تری است، تعدادی از نویسندگان اصطلاح «پان‌اسپرمیا» را در معنای دیگر گرفتند و پیشنهاد کردند که حیات از جای دیگری به زمین آورده شده است. برخی از این نویسندگان عبارتند از: یاکوب برسلیوس (۱۸۳۴)، ویلیام تامسون (۱۸۷۱)، هرمان فون هلمهولتز (۱۸۷۹) و کمی بعدتر، توسط سوانته آرنیوس (۱۹۰۳).
ژانر علمی-تخیلی در اواخر قرن نوزدهم پدیدار شد، هرچند در آن زمان با این نام شناخته نمی‌شد. گسترش حضور موجودات فضایی در داستان‌های تخیلی، بر درک عمومی بیشتر از اصل موضوع تأثیر گذاشت و مردم را مشتاق به کشف سریع کشف موجودات بیگانه کرد. اما علم با سرعت کمتری پیش می‌رفت؛ گرچه برخی از کشفیات انتظارات را افزایش دادند اما شماری دیگر امیدهای واهی را از بین بردند. به عنوان مثال، با ظهور تلسکوپ‌ها، بسیاری از ساختارهای مشاهده شده روی سطح ماه یا مریخ بلافاصله به ساکنین ماه یا مریخ نسبت داده شد، اما تلسکوپ‌های قدرتمندتر بعدی نشان دادند که تمام این اکتشافات پدیده‌های طبیعی بوده‌اند. نمونهٔ مشهور، منطقهٔ کیدونیا در مریخ است که در ابتدا توسط مدارگرد وایکینگ ۱ تصویربرداری شد. عکس‌های کم‌کیفیت، یک سازهٔ سنگی شبیه به چهرهٔ انسان را نشان می‌داد، اما فضاپیماهای بعدی عکس‌هایی با جزئیات بیشتر گرفتند که روشن کرد هیچ چیز قابل توجهی در مورد این مکان وجود ندارد.

### تحولات اخیر

پیام آرسیبو که به مسیه ۱۳ فرستاده شده است.

جستجو و مطالعهٔ حیات فرازمینی به رشتهٔ علمی مستقلی به نام اخترزیست‌شناسی تبدیل شده است. ناسا، ایسا، ایناف و دیگر سازمان‌ها به مطالعهٔ این حوزه می‌پردازند. اخترزیست‌شناسی اگرچه بر روی زمین دربارهٔ حیات تحقیق می‌کند، اما نگاهی کیهانی به آن دارد. برای مثال، بی‌جان‌زایی از این جهت مورد توجه اخترزیست‌شناسی قرار دارد که به کشف احتمال وقوع فرآیندی مشابه بر روی اجرام آسمانی دیگر کمک کند، نه این‌که صرفاً به دنبال چگونگی پیدایش حیات روی زمین باشد. جنبه‌های مختلف حیات، از تعریف آن تا ترکیبات شیمیایی‌اش، از این منظر بررسی می‌شوند که آیا احتمال وجود آن‌ها در سایر اشکال حیات در سراسر کیهان وجود دارد یا صرفاً منحصر زمین هستند.
با این حال، اخترزیست‌شناسی همچنان نظر به نبود نمونه‌های واقعی برای مطالعه محدود مانده است، چراکه همهٔ حیات موجود بر روی زمین از یک نیای مشترک منشأ گرفته است و نتیجه‌گیری دربارهٔ ویژگی‌های کلی حیات بر اساس مطالعهٔ یک نمونه واحد دشوار است.
در قرن بیستم با پیشرفت‌های بزرگ تکنولوژی و افزایش دانش عمومی دربارهٔ علم به لطف گسترش علوم از طریق رسانه‌های جمعی، گمانه‌زنی‌هایی نیز دربارهٔ فناوری‌های فرضی آینده انجام شد. علاقهٔ عمومی به حیات فرازمینی و کمبود اکتشافات علمی مسبب ظهور شبه‌علم‌هایی شد که پاسخ‌های موردپسنده عامه، اما مشکوک دربارهٔ وجود موجودات فضایی ارائه می‌دادند؛ یوفوشناسی ادعا می‌کند که بسیاری از اشیاء اشیای ناشناس پرنده (یوفوها) سفینهٔ فضایی هستند. فرضیهٔ فضانوردان باستانی نیز از این قرار است که موجودات بیگانه در دوران باستان و ماقبل تاریخ از زمین بازدید کرده‌اند، اما انسان‌ها قادر به درک آن نبوده‌اند. اکثر یوفوها یا تصور مشاهدهٔ آنها را می‌توان صرفاً اینطور توضیح داد: یا هواپیما (از جمله هواپیماهای فوق‌سری) هستند، یا اجرام آسمانی شناخته‌شده، یا پدیده‌های جوی، یا جعلی‌اند.
تا قرن بیست‌ویکم، پذیرفته شده بود که حیات چندسلولی در منظومهٔ شمسی فقط می‌تواند روی زمین وجود داشته باشد، اما با وجود این، علاقه به حیات فرازمینی همچنان رو افزایش است، خاصه به دلیل پیشرفت‌های علمی در چندین حوزهٔ علمی. دانش زیست‌پذیری سیاره‌ای امکان بررسی علمی احتمال یافتن حیات در هر جرم آسمانی را می‌دهد، زیرا مشخص شده است که چه ویژگی‌هایی برای حیات مفید و مضر هستند. اخترشناسی و تلسکوپ‌ها نیز تا حدی پیشرفت کرده‌اند که تأیید و حتی مطالعهٔ سیارات فراخورشیدی با آن‌ها امکان‌پذیر شده و تعداد مکان‌هایی که می‌توان جستجو کرد افزایش یافته است. ممکن است حیات هنوز در جای دیگری از منظومهٔ شمسی به صورت تک‌سلولی وجود داشته باشد، اما پیشرفت‌های فضاپیماها ارسال ربات‌ها برای مطالعهٔ نمونه‌ها در محل با ابزارهای پیچیده‌تر و قابل‌اعتمادتر را ممکن ساخته است. هرچند تاکنون هیچ حیات فرازمینی‌ای پیدا نشده است و ممکن است حیات همچنان فقط منحصر به زمین باشد، اما دلایل علمی برای احتمال آن در جای دیگر وجود دارد و پیشرفت‌های تکنولوژی ممکن است باعث کشف آن شوند.

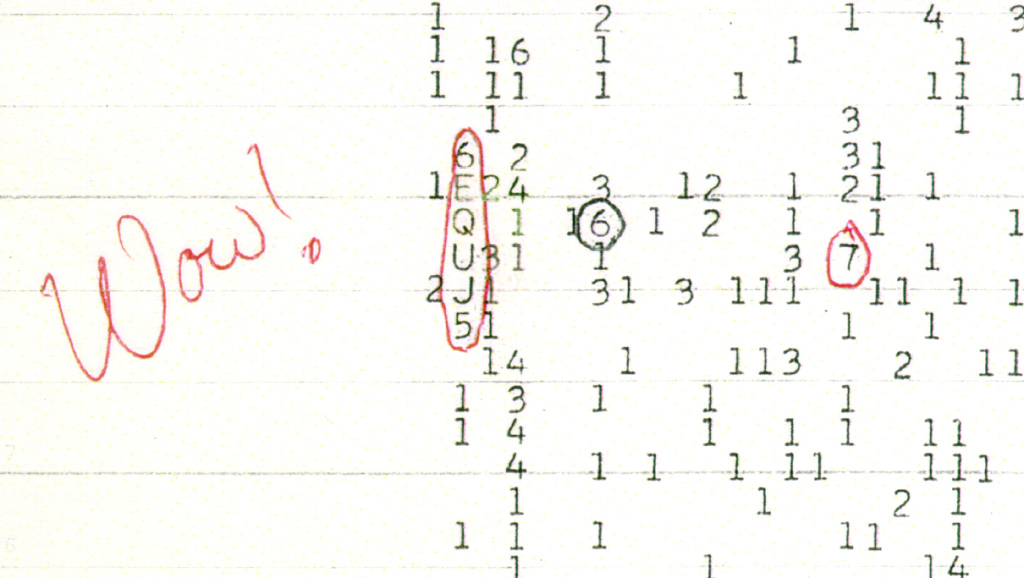
سیگنال واو! که به صورت "6EQUJ5" نشان داده شده است. جری اهرمان، کاشف سیگنال، چنان از دیدن آن متعجب شد که بر روی خروجی پرینت نوشت واو! منشأ سیگنال محل اختلاف است اما زمینه‌ای شد برای جستجوی بیشتر حیات هوشمند فرازمینی.

بسیاری از دانشمندان نسبت به احتمال یافتن حیات فرازمینی خوشبین هستند. فرانک دریک، از مؤسسه تحقیقاتی ستی (SETI)، با این جمله خوشبینی خود را ابراز می‌دارد: «تنها چیزی که با قطعیت کشف کردیم این است که آسمان پر از فرستنده‌های قدرتمند مایکروویب نیست.» دریک تأکید می‌کند که محتمل است فناوری پیشرفته‌تر، ارتباط را به شیوه‌ای غیر از انتقال رادیویی متعارف ممکن کند. در عین حال، داده‌های به دست آمده توسط کاوشگرهای فضایی و پیشرفت‌های عظیم در روش‌های تشخیص، به علم این امکان را داده است تا معیارهای زیست‌پذیری سیارات دیگر را ترسیم کند و تأیید کند که حداقل سیارات زیست‌پذیری دیگری وجود دارند – هرچند هنوز وجود موجودات فضایی یک پرسش بی‌جواب است. سیگنال واو! که در سال ۱۹۷۷ توسط پروژهٔ ستی دریافت شد، همچنان موضوع بحث و گمانه زنی باقی مانده است.
از طرف دیگر، برخی از دانشمندان نیز دیدگاه بدبینانه‌ای دارند. ژاک مونو نوشته که «سرانجام انسان می‌داند که او در گسترهٔ بی‌تفاوتی کیهان تنهاست و به‌طور اتفاقی از آن پدید آمده است.» در سال ۲۰۰۰، پیتر وارد، زمین‌شناس و دیرینه‌شناس، و دونالد برونلی، اخترزیست‌شناس، کتابی با عنوان زمین بی‌همتا: چرا حیات پیچیده در جهان هستی نادر است منتشر کردند. در این کتاب، آن‌ها به زمین سیارهٔ بی‌همتا پرداخته‌اند، که طی آن ادعا می‌کنند حیات مشابه زمین در جهان هستی نادر اما حیات میکروبی رایج است. وارد و برونلی این نظریه که تکامل بر روی سیارات دیگر ممکن است مبتنی بر ویژگی‌های ضروری مشابه زمین مانند دی‌ان‌ای و کربن نباشد را قابل تأمل می‌یابند.
از نظر خطرات بالقوه، فیزیکدان نظری استیون هاوکینگ در سال ۲۰۱۰ هشدار داد که انسان‌ها نباید سعی در برقراری ارتباط با اشکال حیات بیگانه داشته باشند. او گفت بیگانگان ممکن است چشم طمع به منابع زمین بدوزند: «اگر فضایی‌ها به دیدارمان آیند، حاصل واقعه مشابه سفر [کریستف] کلمب به آمریکا خواهد بود که برای بومیان آمریکا اتفاق خوبی نبود.» جارد دایموند پیش از این نگرانی‌های مشابهی را ابراز کرده بود. در ۲۰ جولای ۲۰۱۵، هاوکینگ و میلیاردر روسی یوری میلنر، به همراه مؤسسهٔ ستی، از تلاش‌های بسیار پرهزینه‌ای با عنوان «اهداف رخنه» برای گسترش فعالیت‌های جستجوی حیات فرازمینی رونمایی کردند. در ۱۳ فوریه ۲۰۱۵، دانشمندان در کنفرانسی از انجمن پیشرفت علم آمریکا، به بحث دربارهٔ ستی فعال پرداختند و این موضوع را بررسی کردند که آیا ارسال پیام به فرازمینی‌های هوشمند در کیهان فکر خوبی است یا خیر. یکی از نتایج این بحث، بیانیه‌ای بود که توسط بسیاری امضا شد و اعلام کرد که «قبل از ارسال هر پیامی، باید بحث علمی، سیاسی و بشردوستانه در سطح جهانی صورت گیرد.»

## در ادبیات و صنعت سرگرمی

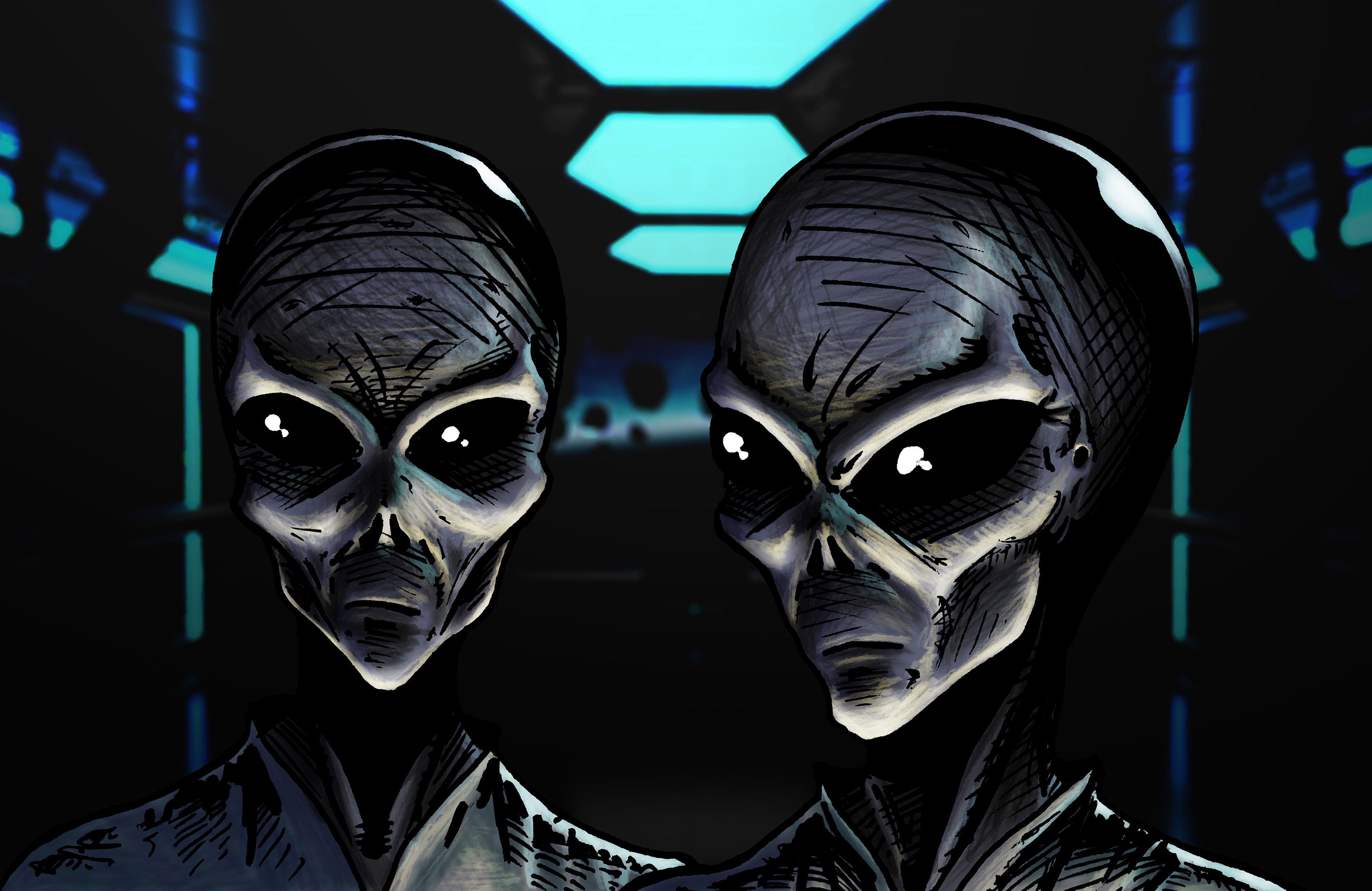
«فضایی‌های خاکستری»، از روش‌های مرسوم نمایش فضایی‌ها در آثار تخیلی.

با پیشرفت علم نجوم و درک انسان از سیارات، ایدهٔ وجود جوامع فرازمینی امکان‌پذیر شد. اما در ابتدا تصور نمی‌شد این موجودات با انسان‌ها تفاوتی داشته باشند؛ زیرا با عدم وجود توضیح علمی برای پیدایش بشر و ارتباط آن با گونه‌های دیگر، دلیلی برای فرض متفاوت بودنشان وجود نداشت. کتاب خاستگاه گونه‌ها در سال ۱۸۵۹ توسط چارلز داروین، با مطرح کردن نظریهٔ فرگشت، این نگرش را تغییر داد. با در نظر گرفتن این احتمال که تکامل در سیارات دیگر ممکن است مسیرهای متفاوتی را طی کند، نویسندگان داستان‌های علمی-تخیلی فضایی‌هایی عجیب و غریب و به وضوح متمایز از انسان‌ها خلق کرده‌اند. یکی از روش‌های معمول، افزودن ویژگی‌های بدنی حیوانات دیگر مانند حشرات یا هشت پا به این آدم فضایی‌ها بوده است. گاه محدودیت‌های بودجه در فیلم‌ها و سریال‌های تلویزیونی نویسندگان را مجبور به تعدیل این تخیلات می‌کرد، زیرا لباس و جلوه‌های ویژهٔ بازیگران محدودیت‌هایی به وجود می‌آورد. با ظهور تصاویر تولید شده توسط کامپیوتر (CGI) در دههٔ ۱۹۹۰، و با پیشرفت و کاهش هزینهٔ این فناوری، خلق و طراحی فضایی‌های عجیب و غریب امکان‌پذیر شد.
رویدادهای واقعی گاهی اوقات تخیل مردم را بر می‌انگیزانند و این موضوع بر آثار داستانی تأثیر می‌گذارد. به عنوان مثال، در طی حادثهٔ بارنی و بتی هیل — اولین ادعای ثبت شدهٔ آدم‌ربایی توسط فضایی‌ها — زوجی گزارش کردند که توسط افرادی با سرهای بزرگ، چشمان درشت، پوست خاکستری مایل به رنگ پریده و بینی‌های کوچک ربوده شده‌اند و روی آنها آزمایش‌هایی صورت گرفته است. این توصیف سرانجام به الگوی «فضایی‌های خاکستری» در آثار داستانی تبدیل شد.

## واکنش دولت‌ها
پیمان ماورای جو ۱۹۶۷ و پیمان ماه ۱۹۷۹ قوانینی برای حفاظت از سیارهٔ زمین در برابر حیات فرازمینی بالقوه خطرناک تعریف می‌کنند. کمیته پژوهش فضایی (COSPAR) نیز دستورالعمل‌هایی برای حفاظت از زمین ارائه داده است.
کمیته‌ای از دفتر امور فضایی ملل متحد در سال ۱۹۷۷ به مدت یک سال به بحث در مورد استراتژی‌های تعامل با حیات یا هوش فرازمینی پرداخت. این بحث بدون هیچ نتیجه‌گیری پایان یافت. از سال ۲۰۱۰، سازمان ملل متحد فاقد سازوکاری برای واکنش به ارتباط با موجودات فرازمینی است.
یکی از بخش‌های ناسا، دفتر ایمنی و تضمین مأموریت (OSMA) است که به عنوان دفتر حفاظت سیاره‌ای نیز شناخته می‌شود. بخشی از مأموریت آن «جلوگیری قاطعانه از آلودگی معکوس زمین توسط حیات فرازمینی» است.
در سال ۲۰۱۶، دولت چین با انتشار گزارشی جزئیات برنامهٔ فضایی خود را ارائه داد. طبق این سند، یکی از اهداف تحقیقاتی این برنامه جستجوی حیات فرازمینی است. این همچنین یکی از اهداف برنامهٔ تلسکوپ کروی با دیافراگم پانصد متری (FAST) است.
در سال ۲۰۲۰، دیمیتری روگوزین، رئیس آژانس فضایی روسیه، اعلام کرد که جستجوی حیات فرازمینی یکی از اهداف اصلی تحقیقات فضایی عمیق است. او همچنین وجود حیات ساده در سایر سیارات منظومه شمسی را قابل پذیرش نامید.
مرکز ملی مطالعات فضایی فرانسه دارای دفتری برای مطالعهٔ «پدیده‌های هوافضایی شناسایی نشده» است. این آژانس پایگاه داده‌ای قابل دسترسی عمومی از چنین پدیده‌هایی را با بیش از ۱۶۰۰ مدخل باجزئیات نگهداری می‌کند. به گفتهٔ رئیس این دفتر، اکثر قریب به اتفاق مدخل‌ها دارای توضیحی معمولی هستند. اما برای ۲۵ درصد مدخل‌ها، منشأ فرازمینی آنها قابل تأیید یا رد نیست.
خائیم اشد، رئیس پیشین سازمان فضایی اسرائیل در گفت‌وگو با مجلهٔ یدیعوت آخرونوت در آذر ۱۳۹۹ بر وجود فرازمینی‌ها و زندگی آن‌ها در کهکشان‌ها تأکید و از آن به‌عنوان یک حقیقت علمی ثابت‌شده یاد کرد. وی افزود که «فدراسیون کهکشانی» با زمین تماس گرفته‌اند و در کرهٔ زمین افرادی که باید اطلاع داشته باشند از این امر آگاه هستند و «این حقایق» از سوی ناسا و دانشمندان آمریکایی به آگاهی دونالد ترامپ هم رسیده است. اِشِد در همین حال گفته نوهٔ دوایت آیزنهاور، رئیس‌جمهور پیشین آمریکا در سال‌های ۱۹۵۳ تا ۱۹۶۱، شهادت داده که پدربزرگش با نمایندگان موجودات فضایی توافقی امضا کرده که بر اساس آن، آن‌ها از امکاناتی همچون پایگاهی محرمانه برای فرود در منطقهٔ ۵۱ ایالت نوادای آمریکا، امکان تماس محدود با انسان و انجام برخی آزمایش‌ها برخوردار شوند و در مقابل دانش و فن‌آوری‌هایی از جمله در زمینهٔ جدایی از ثقل زمین در اختیار انسان قرار دهند. در سال ۲۰۲۰، رئیس سازمان فضایی اسرائیل، ایزاک بن اسرائیل، گفت که احتمال کشف حیات در فضا «کاملاً زیاد» است اما او با همکار سابق خود خائیم اشد مخالف است.

## مطالعهٔ بیشتر
- Aguilera Mochón, Juan Antonio (2016). La vida no terrestre [The non-terrestrial life] (به اسپانیایی). RBA. ISBN 978-84-473-8665-9.
- Baird, John C. (1987). The Inner Limits of Outer Space: A Psychologist Critiques Our Efforts to Communicate With Extraterrestrial Beings. Hanover: University Press of New England. ISBN 978-0-87451-406-3.
- Bennett, Jeffrey (2017). Life in the universe. United States: Pearson. pp. 3–4. ISBN 978-0-13-408908-9.
- Cohen, Jack; Stewart, Ian (2002). Evolving the Alien: The Science of Extraterrestrial Life. Ebury Press. ISBN 978-0-09-187927-3.
- Crowe, Michael J. (1986). The Extraterrestrial Life Debate, 1750–1900. Cambridge. ISBN 978-0-521-26305-4.
- Crowe, Michael J. (2008). The extraterrestrial life debate Antiquity to 1915: A Source Book. University of Notre Dame Press. ISBN 978-0-268-02368-3.
- Dick, Steven J. (1984). Plurality of Worlds: The Extraterrestrial Life Debate from Democratis to Kant. Cambridge.
- Dick, Steven J. (1996). The Biological Universe: The Twentieth Century Extraterrestrial Life Debate and the Limits of Science. Cambridge. ISBN 978-0-521-34326-8.
- Dick, Steven J. (2001). Life on Other Worlds: The 20th Century Extraterrestrial Life Debate. Cambridge. ISBN 978-0-521-79912-6.
- Dick, Steven J.; Strick, James E. (2004). The Living Universe: NASA And the Development of Astrobiology. Rutgers. ISBN 978-0-8135-3447-3.
- Fasan, Ernst (1970). Relations with alien intelligences – the scientific basis of metalaw. Berlin: Berlin Verlag.
- Goldsmith, Donald (1997). The Hunt for Life on Mars. New York: A Dutton Book. ISBN 978-0-525-94336-5.
- Gribbin, John, "Alone in the Milky Way: Why we are probably the only intelligent life in the galaxy", Scientific American, vol. 319, no. 3 (سپتامبر ۲۰۱۸), pp. 94–99.
- Grinspoon, David (2003). Lonely Planets: The Natural Philosophy of Alien Life. HarperCollins. ISBN 978-0-06-018540-4.
- Lemnick, Michael T. (1998). Other Worlds: The Search for Life in the Universe. New York: A Touchstone Book. Bibcode:1998owsl.book.....L.
- Michaud, Michael (2006). Contact with Alien Civilizations – Our Hopes and Fears about Encountering Extraterrestrials. Berlin: Springer. ISBN 978-0-387-28598-6.
- Pickover, Cliff (2003). The Science of Aliens. New York: Basic Books. ISBN 978-0-465-07315-3.
- Roth, Christopher F. (2005).  Debbora Battaglia (ed.). Ufology as Anthropology: Race, Extraterrestrials, and the Occult. E.T. Culture: Anthropology in Outerspaces. Durham, NC: Duke University Press.
- Sagan, Carl; Shklovskii, I. S. (1966). Intelligent Life in the Universe. Random House.
- Sagan, Carl (1973). Communication with Extraterrestrial Intelligence. MIT Press. ISBN 978-0-262-19106-7.
- Ward, Peter D. (2005). Life as we do not know it-the NASA search for (and synthesis of) alien life. New York: Viking. ISBN 978-0-670-03458-1.
- Tumminia, Diana G. (2007). Alien Worlds – Social and Religious Dimensions of Extraterrestrial Contact. Syracuse: Syracuse University Press. ISBN 978-0-8156-0858-5.

## پیوند بیرون
- اخترزیست‌شناسی در ناسا
- مؤسسه اخترزیست‌شناسی اروپا